# Ilaria Bianchi
Ilaria Bianchi (ur. 6 stycznia 1990 w Castel San Pietro Terme) – włoska pływaczka specjalizująca się w stylu motylkowym.
Wicemistrzyni Europy w sztafecie 4 × 100 m stylem zmiennym z Debreczyna. Mistrzyni Europy na krótkim basenie z Chartres na 100 m stylem motylkowym oraz brązowa medalistka ze Szczecina na tym samym dystansie. Mistrzyni świata na krótkim basenie ze Stambułu (2012) na 100 m delfinem.
Uczestniczka Igrzysk Olimpijskich w Pekinie na 100 m stylem motylkowym (16. miejsce) i w sztafecie 4 × 100 m stylem zmiennym (14. miejsce) oraz igrzysk w Londynie (5. miejsce) na 100 m delfinem i w sztafecie 4 × 100 m stylem zmiennym.